# Giải vô địch bóng chuyền nữ châu Á
Giải vô địch bóng chuyền nữ châu Á là một giải thi đấu bóng chuyền nữ ở châu Á và Châu Đại dương giữa các đội tuyển nữ quốc gia là các thành viên của Liên đoàn bóng chuyền Châu Á (AVC). Ban đầu, khoảng cách giữa mỗi lần tổ chức là bốn năm, nhưng kể từ năm 1987, họ đã tổ chức giải mỗi hai năm. Hiện tại, đội đương kim vô địch là Thái Lan, vô địch năm 2023 trên sân nhà.
Sau 21 lần giải vô địch bóng chuyền châu Á diễn ra và đã có 3 đội tuyển quốc gia khác nhau bước lên ngôi vô địch. Trung Quốc đã vô địch giải đấu 13 lần. Các đội tuyển khác từng giành chiến thắng là Nhật Bản với 5 chức vô địch và Thái Lan với 3 danh hiệu.
Giải vô địch bóng chuyền châu Á là một trong số các vòng loại châu lục cho Giải vô địch bóng chuyền Thế giới. Tùy vào từng năm, Liên đoàn Bóng chuyền Thế giới sẽ công bố số suất tham dự từ các thứ hạng cao nhất của Giải vô địch bóng chuyền châu Á.

## Tóm tắt kết quả
| 1975 Chi tiết | Melbourne             | · Nhật Bản   | Vòng tròn 1 lượt | · Hàn Quốc   | · Trung Quốc | Vòng tròn 1 lượt | · Úc                | 5  |
| 1979 Chi tiết | Hồng Kông             | · Trung Quốc | Vòng tròn 1 lượt | · Nhật Bản   | · Hàn Quốc   | Vòng tròn 1 lượt | · Úc                | 7  |
| 1983 Chi tiết | Fukuoka               | · Nhật Bản   | Vòng tròn 1 lượt | · Trung Quốc | · Hàn Quốc   | Vòng tròn 1 lượt | · Đài Bắc Trung Hoa | 9  |
| 1987 Chi tiết | Thượng Hải            | · Trung Quốc | 3–0              | · Nhật Bản   | · Hàn Quốc   | 3–0              | · New Zealand       | 11 |
| 1989 Chi tiết | Hồng Kông             | · Trung Quốc | 3–0              | · Hàn Quốc   | · Nhật Bản   | 3–1              | · Đài Bắc Trung Hoa | 10 |
| 1991 Chi tiết | Băng Cốc              | · Trung Quốc | 3–0              | · Nhật Bản   | · Hàn Quốc   | 3–?              | · CHDCND Triều Tiên | 14 |
| 1993 Chi tiết | Thượng Hải            | · Trung Quốc | 3–0              | · Nhật Bản   | · Hàn Quốc   | 3–1              | · Đài Bắc Trung Hoa | 14 |
| 1995 Chi tiết | Chiang Mai            | · Trung Quốc | Vòng tròn 1 lượt | · Hàn Quốc   | · Nhật Bản   | Vòng tròn 1 lượt | · Đài Bắc Trung Hoa | 9  |
| 1997 Chi tiết | Manila                | · Trung Quốc | Vòng tròn 1 lượt | · Hàn Quốc   | · Nhật Bản   | Vòng tròn 1 lượt | · Đài Bắc Trung Hoa | 9  |
| 1999 Chi tiết | Hồng Kông             | · Trung Quốc | Vòng tròn 1 lượt | · Hàn Quốc   | · Nhật Bản   | Vòng tròn 1 lượt | · Thái Lan          | 9  |
| 2001 Chi tiết | Nakhon Ratchasima     | · Trung Quốc | 3–0              | · Hàn Quốc   | · Thái Lan   | 3–2              | · Nhật Bản          | 9  |
| 2003 Chi tiết | Thành phố Hồ Chí Minh | · Trung Quốc | 3–0              | · Nhật Bản   | · Hàn Quốc   | 3–1              | · Thái Lan          | 10 |
| 2005 Chi tiết | Taicang               | · Trung Quốc | 3–0              | · Kazakhstan | · Nhật Bản   | 3–0              | · Hàn Quốc          | 12 |
| 2007 Chi tiết | Nakhon Ratchasima     | · Nhật Bản   | Vòng tròn 1 lượt | · Trung Quốc | · Thái Lan   | Vòng tròn 1 lượt | · Hàn Quốc          | 13 |
| 2009 Chi tiết | Hà Nội                | · Thái Lan   | 3–1              | · Trung Quốc | · Nhật Bản   | 3–0              | · Hàn Quốc          | 14 |
| 2011 Chi tiết | Đài Bắc               | · Trung Quốc | 3–1              | · Nhật Bản   | · Hàn Quốc   | 3–2              | · Thái Lan          | 14 |
| 2013 Chi tiết | Nakhon Ratchasima     | · Thái Lan   | 3–0              | · Nhật Bản   | · Hàn Quốc   | 3–2              | · Trung Quốc        | 16 |
| 2015 Chi tiết | Thiên Tân             | · Trung Quốc | 3–0              | · Hàn Quốc   | · Thái Lan   | 3–0              | · Đài Bắc Trung Hoa | 14 |
| 2017 Chi tiết | Biñan / Muntinlupa    | · Nhật Bản   | 3–2              | · Thái Lan   | · Hàn Quốc   | 3–0              | · Trung Quốc        | 14 |
| 2019 Chi tiết | Seoul                 | · Nhật Bản   | 3–1              | · Thái Lan   | · Hàn Quốc   | 3–0              | · Trung Quốc        | 13 |
| 2023 Chi tiết | Nakhon Ratchasima     | · Thái Lan   | 3–2              | · Trung Quốc | · Nhật Bản   | 3–2              | · Việt Nam          | 14 |

### Các đội tuyển đạt được tốp bốn
| Đội tuyển         | Vô địch                                                                           | Á quân                                       | Hạng ba                                                         | Hạng tư                                |
| ----------------- | --------------------------------------------------------------------------------- | -------------------------------------------- | --------------------------------------------------------------- | -------------------------------------- |
| Trung Quốc        | 13 (1979, 1987, 1989, 1991, 1993, 1995, 1997, 1999, 2001, 2003, 2005, 2011, 2015) | 3 (1983, 2007, 2009, 2023)                   | 1 (1975)                                                        | 3 (2013, 2017, 2019)                   |
| Nhật Bản          | 5 (1975, 1983, 2007, 2017, 2019)                                                  | 7 (1979, 1987, 1991, 1993, 2003, 2011, 2013) | 6 (1989, 1995, 1997, 1999, 2005, 2009, 2023)                    | 1 (2001)                               |
| Thái Lan          | 3 (2009, 2013, 2023)                                                              | 2 (2017, 2019)                               | 3 (2001, 2007, 2015)                                            | 3 (1999, 2003, 2011)                   |
| Hàn Quốc          |                                                                                   | 7 (1975, 1989, 1995, 1997, 1999, 2001, 2015) | 10 (1979, 1983, 1987, 1991, 1993, 2003, 2011, 2013, 2017, 2019) | 3 (2005, 2007, 2009)                   |
| Kazakhstan        |                                                                                   | 1 (2005)                                     |                                                                 |                                        |
| Đài Bắc Trung Hoa |                                                                                   |                                              |                                                                 | 6 (1983, 1989, 1993, 1995, 1997, 2015) |
| Úc                |                                                                                   |                                              |                                                                 | 2 (1975, 1979)                         |
| New Zealand       |                                                                                   |                                              |                                                                 | 1 (1987)                               |
| CHDCND Triều Tiên |                                                                                   |                                              |                                                                 | 1 (1991)                               |
| Việt Nam          |                                                                                   |                                              |                                                                 | 1 (2023)                               |

### Vô địch theo khu vực
| Liên đoàn (Khu vực) | Vô địch                       | Số     |
| ------------------- | ----------------------------- | ------ |
| EAZVA (Đông Á)      | Trung Quốc (13), Nhật Bản (5) | 18 lần |
| SEAZVA (Đông Nam Á) | Thái Lan (3)                  | 3 lần  |

### Chủ nhà
| Số lần chủ nhà | Quốc gia          | Năm                                |
| -------------- | ----------------- | ---------------------------------- |
| 6              | Thái Lan          | 1991, 1995, 2001, 2007, 2013, 2023 |
| 4              | Trung Quốc        | 1987, 1993, 2005, 2015             |
| 3              | Hồng Kông         | 1979, 1989, 1999                   |
| 2              | Philippines       | 1997, 2017                         |
| 2              | Việt Nam          | 2003, 2009                         |
| 1              | Úc                | 1975                               |
| 1              | Nhật Bản          | 1983                               |
| 1              | Đài Bắc Trung Hoa | 2011                               |
| 1              | Hàn Quốc          | 2019                               |

## Tóm tắt huy chương
| Hạng               | Đoàn               | Vàng | Bạc | Đồng | Tổng số |
| ------------------ | ------------------ | ---- | --- | ---- | ------- |
| 1                  | Trung Quốc         | 13   | 4   | 1    | 18      |
| 2                  | Nhật Bản           | 5    | 7   | 7    | 19      |
| 3                  | Thái Lan           | 3    | 2   | 3    | 8       |
| 4                  | Hàn Quốc           | 0    | 7   | 10   | 17      |
| 5                  | Kazakhstan         | 0    | 1   | 0    | 1       |
| Tổng số (5 đơn vị) | Tổng số (5 đơn vị) | 21   | 21  | 21   | 63      |

## Các quốc gia tham dự
| Quốc gia          | 1975 | 1979 | 1983 | 1987 | 1989 | 1991 | 1993 | 1995 | 1997 | 1999 | 2001 | 2003 | 2005 | 2007 | 2009 | 2011 | 2013 | 2015 | 2017 | 2019 | 2023 | Số năm |
| ----------------- | ---- | ---- | ---- | ---- | ---- | ---- | ---- | ---- | ---- | ---- | ---- | ---- | ---- | ---- | ---- | ---- | ---- | ---- | ---- | ---- | ---- | ------ |
| Úc                | 4th  | 4th  | 7th  | 7th  | 7th  | 6th  | 10th | 6th  | 7th  | 6th  | 6th  | 9th  | 10th | 8th  | 9th  | 10th | 9th  | 9th  | 10th | 9th  | 8th  | 21     |
| Trung Quốc        | 3rd  | 1st  | 2nd  | 1st  | 1st  | 1st  | 1st  | 1st  | 1st  | 1st  | 1st  | 1st  | 1st  | 2nd  | 2nd  | 1st  | 4th  | 1st  | 4th  | 4th  | 2nd  | 21     |
| Đài Bắc Trung Hoa | •    | •    | 4th  | •    | 4th  | 5th  | 4th  | 4th  | 4th  | 5th  | 5th  | 5th  | 5th  | 6th  | 6th  | 5th  | 7th  | 4th  | 6th  | 6th  | 9th  | 18     |
| Hồng Kông         | •    | 6th  | 8th  | 10th | 8th  | 11th | 12th | 9th  | 9th  | 8th  | •    | •    | 12th | •    | 10th | •    | 13th | 13th | 11th | 11th | 11th | 16     |
| Ấn Độ             | •    | 7th  | •    | •    | •    | 14th | •    | •    | •    | •    | •    | •    | 11th | •    | 11th | 11th | 11th | 10th | •    | 10th | 7th  | 9      |
| Indonesia         | •    | 5th  | 6th  | 6th  | 9th  | 9th  | 8th  | •    | •    | •    | •    | •    | •    | 9th  | 13th | 13th | 10th | •    | •    | 8th  | •    | 11     |
| Iran              | •    | •    | •    | •    | •    | •    | •    | •    | •    | •    | •    | •    | •    | 12th | 8th  | 8th  | 8th  | 8th  | 9th  | 7th  | 10th | 8      |
| Nhật Bản          | 1st  | 2nd  | 1st  | 2nd  | 3rd  | 2nd  | 2nd  | 3rd  | 3rd  | 3rd  | 4th  | 2nd  | 3rd  | 1st  | 3rd  | 2nd  | 2nd  | 6th  | 1st  | 1st  | 3rd  | 21     |
| Kazakhstan        | •    | •    | •    | •    | •    | •    | 5th  | •    | •    | 9th  | •    | 7th  | 2nd  | 5th  | 5th  | 9th  | 5th  | 7th  | 7th  | 5th  | 5th  | 12     |
| Ma Cao            | •    | •    | •    | 11th | 10th | •    | •    | •    | •    | •    | •    | •    | •    | •    | •    | •    | •    | •    | •    | •    | •    | 2      |
| Malaysia          | •    | •    | •    | 9th  | •    | •    | •    | •    | •    | •    | •    | •    | •    | •    | •    | •    | •    | •    | •    | •    | •    | 1      |
| Maldives          | •    | •    | •    | •    | •    | •    | •    | •    | •    | •    | •    | •    | •    | •    | •    | •    | •    | •    | 14th | •    | •    | 1      |
| Mông Cổ           | •    | •    | •    | •    | •    | •    | •    | •    | •    | •    | •    | •    | •    | •    | •    | •    | 14th | 11th | •    | •    | 12th | 3      |
| Myanmar           | •    | •    | •    | •    | •    | •    | •    | •    | •    | •    | •    | •    | •    | •    | •    | •    | 16th | •    | •    | •    | •    | 1      |
| New Zealand       | 5th  | •    | 9th  | 4th  | •    | 10th | 11th | 7th  | •    | •    | 8th  | 10th | •    | 11th | •    | •    | •    | •    | 12th | 12th | •    | 11     |
| CHDCND Triều Tiên | •    | •    | •    | •    | 5th  | 4th  | 9th  | •    | •    | •    | •    | •    | 7th  | •    | •    | 6th  | •    | •    | •    | •    | •    | 5      |
| Philippines       | •    | •    | 5th  | •    | •    | 13th | 13th | 8th  | 8th  | •    | •    | 8th  | 9th  | •    | •    | •    | 12th | 12th | 8th  | •    | 13th | 10     |
| Singapore         | •    | •    | •    | 8th  | •    | •    | •    | •    | •    | •    | •    | •    | •    | •    | •    | •    | •    | •    | •    | •    | •    | 1      |
| Hàn Quốc          | 2nd  | 3rd  | 3rd  | 3rd  | 2nd  | 3rd  | 3rd  | 2nd  | 2nd  | 2nd  | 2nd  | 3rd  | 4th  | 4th  | 4th  | 3rd  | 3rd  | 2nd  | 3rd  | 3rd  | 6th  | 21     |
| Sri Lanka         | •    | •    | •    | •    | •    | 12th | 14th | •    | •    | •    | 9th  | •    | •    | 10th | 14th | 12th | 15th | 14th | 13th | 13th | •    | 10     |
| Thái Lan          | •    | •    | •    | 5th  | 6th  | 7th  | 7th  | 5th  | 5th  | 4th  | 3rd  | 4th  | 6th  | 3rd  | 1st  | 4th  | 1st  | 3rd  | 2nd  | 2nd  | 1st  | 18     |
| Turkmenistan      | •    | •    | •    | •    | •    | •    | •    | •    | •    | •    | •    | •    | •    | •    | •    | 14th | •    | •    | •    | •    | •    | 1      |
| Uzbekistan        | •    | •    | •    | •    | •    | •    | 6th  | •    | 6th  | 7th  | •    | •    | •    | 13th | 12th | •    | •    | •    | •    | •    | 14th | 6      |
| Việt Nam          | •    | •    | •    | •    | •    | 8th  | •    | •    | •    | •    | 7th  | 6th  | 8th  | 7th  | 7th  | 7th  | 6th  | 5th  | 5th  | •    | 4th  | 11     |
| Tổng cộng         | 5    | 7    | 9    | 11   | 10   | 14   | 14   | 9    | 9    | 9    | 9    | 10   | 12   | 13   | 14   | 14   | 16   | 14   | 14   | 13   | 14   |        |

### Các đội tuyển lần đầu
| Năm  | Đội tuyển lần đầu | Tổng |
| ---- | ----------------- | ---- |
| 1975 | Úc                | 5    |
| 1975 | Trung Quốc        | 5    |
| 1975 | Nhật Bản          | 5    |
| 1975 | New Zealand       | 5    |
| 1975 | Hàn Quốc          | 5    |
| 1979 | Hồng Kông         | 3    |
| 1979 | Ấn Độ             | 3    |
| 1979 | Indonesia         | 3    |
| 1983 | Đài Bắc Trung Hoa | 2    |
| 1983 | Philippines       | 2    |
| 1987 | Ma Cao            | 4    |
| 1987 | Malaysia          | 4    |
| 1987 | Singapore         | 4    |
| 1987 | Thái Lan          | 4    |
| 1989 | CHDCND Triều Tiên | 1    |

| Năm  | Đội tuyển lần đầu | Tổng |
| ---- | ----------------- | ---- |
| 1991 | Sri Lanka         | 2    |
| 1991 | Việt Nam          | 2    |
| 1993 | Kazakhstan        | 2    |
| 1993 | Uzbekistan        | 2    |
| 1995 | Không có          | 0    |
| 1997 | Không có          | 0    |
| 1999 | Không có          | 0    |
| 2001 | Không có          | 0    |
| 2003 | Không có          | 0    |
| 2005 | Không có          | 0    |
| 2007 | Iran              | 1    |
| 2009 | Không có          | 0    |
| 2011 | Turkmenistan      | 1    |
| 2013 | Mông Cổ           | 2    |
| 2013 | Myanmar           | 2    |

| Năm  | Đội tuyển lần đầu | Tổng |
| ---- | ----------------- | ---- |
| 2015 | Không có          | 0    |
| 2017 | Maldives          | 1    |
| 2019 | Không có          | 0    |
| 2023 | Không có          | 0    |

## Giải thưởng
| Giải đấu | Cầu thủ xuất sắc nhất |
| -------- | --------------------- |
| 2003     | Zhao Ruirui           |
| 2005     | Chu Jinling           |
| 2007     | Miyuki Takahashi      |
| 2009     | Onuma Sittirak        |
| 2011     | Wang Yimei            |
| 2013     | Wilavan Apinyapong    |
| 2015     | Zhu Ting              |
| 2017     | Risa Shinnabe         |
| 2019     | Mayu Ishikawa         |
| 2023     | Chatchu-on Moksri     |

| Giải đấu | Đối chuyền xuất sắc nhất |
| -------- | ------------------------ |
| 2015     | Zeng Chunlei             |
| 2017     | Jin Ye                   |
| 2019     | Haruna Soga              |
| 2023     | Zhou Yetong              |

| Giải đấu | Chủ công tốt nhất |
| -------- | ----------------- |
| 2015     | Zhu Ting          |
| 2015     | Kim Yeon-koung    |
| 2017     | Chatchu-on Moksri |
| 2017     | Kim Yeon-koung    |
| 2019     | Mayu Ishikawa     |
| 2019     | Kim Yeon-koung    |
| 2023     | Yuki Nishikawa    |
| 2023     | Wu Mengjie        |

| Giải đấu | Phụ công tốt nhất  |
| -------- | ------------------ |
| 2015     | Pleumjit Thinkaow  |
| 2017     | Hattaya Bamrungsuk |
| 2017     | Nana Iwasaka       |
| 2019     | Yang Hanyu         |
| 2019     | Nichika Yamada     |
| 2023     | Yang Hanyu         |
| 2023     | Thatdao Nuekjang   |

| Giải đấu | Cầu thủ chuyền hai tốt nhất |
| -------- | --------------------------- |
| 2003     | Yoshie Takeshita            |
| 2005     | Feng Kun                    |
| 2007     | Nootsara Tomkom             |
| 2009     | Nootsara Tomkom             |
| 2011     | Yoshie Takeshita            |
| 2013     | Nootsara Tomkom             |
| 2015     | Shen Jingsi                 |
| 2017     | Nootsara Tomkom             |
| 2019     | Nootsara Tomkom             |
| 2023     | Pornpun Guedpard            |

| Giải đấu | Libero tốt nhất       |
| -------- | --------------------- |
| 2009     | Wanna Buakaew         |
| 2011     | Nam Jie-youn          |
| 2013     | Kim Hae-ran           |
| 2015     | Nam Jie-youn          |
| 2017     | Mako Kobata           |
| 2017     | Dawn Nicole Macandili |
| 2019     | Piyanut Pannoy        |
| 2023     | Manami Kojima         |

## Giải thưởng trước đây
| Giải đấu                   | Cầu thủ ghi điểm tốt nhất |
| -------------------------- | ------------------------- |
| 2003 Thành phố Hồ Chí Minh | Choi Kwang-hee            |
| 2005 Taicang               | Yelena Pavlova            |
| 2007 Nakhon Ratchasima     | Yelena Pavlova            |
| 2009 Hà Nội                | Kim Yeon-koung            |
| 2011 Đài Bắc               | Kim Yeon-koung            |
| 2013 Nakhon Ratchasima     | Kim Yeon-koung            |

| Giải đấu                   | Cầu thủ đập bóng tốt nhất |
| -------------------------- | ------------------------- |
| 2003 Thành phố Hồ Chí Minh | Miyuki Takahashi          |
| 2005 Taicang               | Chu Jinling               |
| 2007 Nakhon Ratchasima     | Xue Ming                  |
| 2009 Hà Nội                | Xue Ming                  |
| 2011 Đài Bắc               | Kim Yeon-koung            |
| 2013 Nakhon Ratchasima     | Zhu Ting                  |

| Giải đấu                   | Cầu thủ giao bóng tốt nhất |
| -------------------------- | -------------------------- |
| 2003 Thành phố Hồ Chí Minh | Yang Hao                   |
| 2005 Taicang               | Amporn Hyapha              |
| 2007 Nakhon Ratchasima     | Saori Kimura               |
| 2009 Hà Nội                | Saori Kimura               |
| 2011 Đài Bắc               | Ngụy Thu Nguyệt            |
| 2013 Nakhon Ratchasima     | Kim Yeon-koung             |

| Giải đấu                   | Cầu thủ chắn bóng tốt nhất |
| -------------------------- | -------------------------- |
| 2003 Thành phố Hồ Chí Minh | Zhao Ruirui                |
| 2005 Taicang               | Lin Chun-yi                |
| 2007 Nakhon Ratchasima     | Pleumjit Thinkaow          |
| 2009 Hà Nội                | Xue Ming                   |
| 2011 Đài Bắc               | Yang Junjing               |
| 2013 Nakhon Ratchasima     | Từ Vân Lệ                  |

| Giải đấu                   | Cầu thủ nhận bóng tốt nhất |
| -------------------------- | -------------------------- |
| 2003 Thành phố Hồ Chí Minh | Zhang Na                   |
| 2005 Taicang               | Zhou Suhong                |
| 2007 Nakhon Ratchasima     | Yuko Sano                  |

| Giải đấu                   | Cầu thủ cứu bóng tốt nhất |
| -------------------------- | ------------------------- |
| 2003 Thành phố Hồ Chí Minh | Fan Hsin-wen              |
| 2005 Taicang               | Chen Chia-chi             |
| 2007 Nakhon Ratchasima     | Wanna Buakaew             |